# Sternopygus astrabes
Sternopygus astrabes är en fiskart som beskrevs av Mago-leccia, 1994. Sternopygus astrabes ingår i släktet Sternopygus och familjen Sternopygidae. Inga underarter finns listade i Catalogue of Life.